# Werner Lohr
Werner Lohr (* 1949 in Rüdesheim) ist ein deutscher Hörfunkmoderator und Jazzmusiker (Posaune, Tuba)
Lohr begann seine musikalische Ausbildung auf der Violine, es folgten Posaune und Euphonium. Er studierte Musikwissenschaft und Musikpädagogik und arbeitet seit 1977 für den Hessischen Rundfunk. Dort wirkte Lohr als Programmgestalter und Musikredakteur in der Abteilung Unterhaltung. Bald moderierte er in hr3 eigene Pop- und Rock-Sendungen, war aber auch als Moderator für andere Sender tätig. Lohr präsentierte bis September 2014 verschiedene Sendungen auf hr4 und auf hr 2 die Klassik-Wünsche.
Daneben ist Lohr seit vielen Jahren als Jazzmusiker aktiv und spielt Mainstream Jazz.  Auch wirkte er bei den Hanauer Sugarfoot Stompers, mit denen er 2006 eine CD einspielte. Mit seiner eigenen Band spielt er auch Tubaprogramme.
Lohr ist Vorstandsmitglied im „Deutschen Tubaforum“ und dort verantwortlich für den Bereich Jazz/Popularmusik.